# Silvana Gallardo
Pour les articles homonymes, voir Gallardo.
Silvana Gallardo est une actrice américaine, née le 13 janvier 1953 à New York et morte le 2 janvier 2012 à Louisville, Kentucky. 

## Biographie

### Vie privée
Elle fut mariée à l'acteur Billy Drago de 1980 à sa mort. Leur fils Darren E. Burrows est également acteur.

## Filmographie
- 1982 : Un justicier dans la ville 2
- 1991 : Femmes sous haute surveillance